# Iker Fernández
Iker Fernández Roncal (* 9. September 1977 in San Sebastián) ist ein ehemaliger spanischer Snowboarder. Er startete in der Disziplin Halfpipe.

## Werdegang
Fernández belegte bei den Snowboard-Weltmeisterschaften 1997 in Innichen den 38. Platz und nahm zu Beginn der Saison 1997/98 in Tignes erstmals am Snowboard-Weltcup der FIS teil, wobei er den sechsten Platz errang. Im weiteren Saisonverlauf erreichte er mit Platz drei in Hintertux sowie Rang zwei in St. Moritz seine ersten Podestplatzierungen im Weltcup und zum Saisonende den achten Platz im Halfpipe-Weltcup. Bei seiner ersten Teilnahme an Olympischen Winterspielen im Februar 1998 in Nagano kam er auf den 19. Platz. Drei Jahre später wurde er bei den Snowboard-Weltmeisterschaften 2001 in Madonna di Campiglio Fünfter. Nachdem er zu Beginn der Saison 2001/02 in Valle Nevado seinen einzigen Weltcupsieg holte, errang er in Tignes den zweiten Platz und erreichte damit den neunten Platz im Halfpipe-Weltcup. Beim Saisonhöhepunkt, den Olympischen Winterspielen 2002 in Salt Lake City, belegte er den 23. Platz. Im folgenden Jahr errang er bei den Weltmeisterschaften am Kreischberg den 19. Platz. In der Saison 2005/06 kam er bei den Olympischen Winterspielen 2006 in Turin auf den 28. Platz und absolvierte am Kreischberg seinen 19. und damit letzten Weltcup bei der FIS, welchen er auf dem 34. Platz beendete.

## Teilnahmen an Weltmeisterschaften und Olympischen Winterspielen

### Olympische Spiele
- 1998 Nagano: 19. Platz Halfpipe
- 2002 Salt Lake City: 23. Platz Halfpipe
- 2006 Turin: 28. Platz Halfpipe

### Weltmeisterschaften
- 1997 Innichen: 38. Platz Halfpipe
- 2001 Madonna di Campiglio: 5. Platz Halfpipe
- 2003 Kreischberg: 19. Platz Halfpipe

## Weltcupsiege und Weltcup-Gesamtplatzierungen

### Weltcupsiege
| Nr. | Datum             | Ort          | Disziplin |
| --- | ----------------- | ------------ | --------- |
| 1.  | 7. September 2001 | Valle Nevado | Halfpipe  |

### Weltcup-Gesamtplatzierungen
| Saison  | Gesamt | Gesamt | Halfpipe | Halfpipe |
| Saison  | Punkte | Platz  | Punkte   | Platz    |
| ------- | ------ | ------ | -------- | -------- |
| 1997/98 | 225    | 49.    | 1800     | 8.       |
| 2000/01 | 89     | 91.    | 800      | 42.      |
| 2001/02 | -      | -      | 1800     | 9.       |
| 2002/03 | -      | -      | 180      | 68.      |
| 2004/05 | -      | -      | 74       | 69.      |
| 2005/06 | 360    | 168.   | 360      | 53.      |